# Siofabanua
Siofabanua is een bestuurslaag in het regentschap Nias Selatan van de provincie Noord-Sumatra, Indonesië. Siofabanua telt 1053 inwoners (volkstelling 2010).